# Marie Latruffe-Colomb
Pour les articles homonymes, voir Colomb.
Marie Latruffe-Colomb, née le 3 février 1847 à Schelestadt et morte le 25 septembre 1924 à Versailles, est une peintre française.

## Biographie
Marie Aimée Gabrielle Colomb est la fille d'Eugène Nicolas Colomb, professeur de mathématiques et principal de collège, et d'Anne Hortense Lucy. En 1870, elle épouse à Lure, Jules Claude Joseph Latruffe (1838-1875), capitaine adjudant major. Le couple donne naissance à deux enfants : Marie Eugène François (ca 1871-1911), et Marie Paul Joseph (1872-1914).
Élève de Delphine de Cool, d'Eugène Claude et de Charles Camino, elle expose au Salon de 1879 à 1897. Elle devient membre de la Société des artistes français. Elle réalise principalement des portraits en miniature. Elle enseigne à l'école de dessin pour jeunes filles de la ville de Paris dans le 17è arrondissement, 5 rue Lebouteux. Elle obtient une mention honorable lors de l'Exposition universelle de 1889.
Elle habite à Asnières, et occupe rue de Colombes la maison voisine de son fils Marie Eugène François, docteur en médecine, qui meurt en 1911. Son autre fils, Marie Paul Joseph, lieutenant, meurt pour la France dans la bataille de la Marne en septembre 1914.
Demeurant à la fin de sa vie à Versailles, elle y meurt le 25 septembre 1924.

## Élèves
parmi ses nombreuses élèves
- Marthe Bougleux
- Germaine Boy
- Jeanne Adèle Burdy
- Angèle Blanche Denvil
- Louise Denous-Dubois
- Élisabeth George-Grimblot